# Qiskit
Qiskit és una eina creada per IBM per al desenvolupament de Programari quàntic. Usa el llenguatge de programació de Python tot i que n'hi ha versions per Swift i Javascript també disponible. Qiskit està basat en la llibreria d'OpenQASM per a la representació de circuits quàntics.
Una sèrie de quaderns Jupyter proporciona exemples d'ús d'informàtica quàntica que s'utilitza.
Qiskit proporciona la capacitat de desenvolupar programari quàntic sigui a nivell de codi màquina en OpenQASM com a nivell abstracte propi per a usuaris finals sense experiència en quàntica. Aquesta funcionalitat és aconseguida fent ús dels seus següents 4 components:

### Terra
Qiskit Terra proporciona eines per crear circuits quàntics en o propers al nivell de codi de màquina quàntica.

### Aqua
Qiskit Aqua proporciona eines que poden ser utilitzades sense programació quàntica explícita requerida per l'usuari. Actualment recolza aplicacions en química, AI, optimització i finança.

### Aer
A curt termini, el desenvolupament de programari quàntic dependrà en gran part de la seva simulació en dispositius quàntics petits. Per Qiskit, això està proporcionat per Aer el qual té simuladors allotjats localment en el dispositiu de l'usuari. Els simuladors també poden simular efectes de soroll.

### Ignis
Ignis és un component que conté eines per caracteritzar soroll en els dispositius i per realitzar computacions que seran calculades en la presència de soroll. Aquesta inclou eines pel benchmarking, atenuació d'error i correcció d'error.